# Открытый чемпионат Окленда по теннису
Открытый чемпионат Окленда по теннису (Новая Зеландия) — профессиональный теннисный турнир, проводимый в январе в новозеландском Окленде на хардовых кортах местного ASB Tennis Centre. С 2009 года мужской турнир относится к серии ATP 250 с призовым фондом около 590 тысяч долларов и турнирной сеткой, рассчитанной на 28 участников в одиночном разряде и 16 пар; а женский — к международной серии с призовым фондом в 250 тысяч долларов и турнирной сеткой, рассчитанной на 32 участниц в одиночном разряде и 16 пар.

## Общая информация
Мужской и женский турнир 34 года был разделён между собой, хотя и проводился в одном и том же месте. Мужской турнир назывался Heineken Open, а женский — ASB Classic. В 2016 году ATP и WTA объединили соревнования в общий турнир.